# Valentine (chanson)
Pour les articles homonymes, voir Valentine.
Valentine est une chanson française légèrement grivoise et humoristique interprétée par Maurice Chevalier en 1925. Composée par Henri Christiné avec des paroles d'Albert Willemetz, elle fut un triomphe pour Maurice Chevalier, dont elle contribua à lancer durablement la carrière.

## Histoire
En 1924, Maurice Chevalier n'est déjà plus un inconnu aux yeux du public. Son histoire d'amour passionnée avec Mistinguett jusqu'en 1920 et Dans la vie faut pas s'en faire sa première chanson à succès sortie l'année suivante lui ont apporté une certaine notoriété. Il sent qu'il est à l'aube d'une grande carrière, il doit désormais concrétiser. Peu après sa rencontre avec sa future épouse, Yvonne Vallée, il conclut avec Léon Volterra un contrat de trois ans pour participer à trois revues du Casino de Paris. 
Le 28 novembre 1925, la nouvelle revue de Maurice Chevalier s'intitule Paris en fleurs. Il partage l'affiche avec sa nouvelle compagne, Yvonne Vallée, aussi le public se presse en masse pour être une nouvelle fois témoin de ses amours. Lors de cette revue, Maurice Chevalier chante pour la première fois Valentine, une chanson au texte un peu égrillard et « imprégné de l'esprit café-concert ». De nombreux artistes et observateurs considèrent que seul Maurice Chevalier peut chanter cette chanson tout en conservant une certaine distinction. Ainsi pour Yves Montand : « (...) et le charme de Maurice chevalier arrivant sur scène (...) il avait une allure et une classe extraordinaires (...) », « Maurice a pris souvent des chansons qui étaient à la mode et qu'il imposait avec son authentique génie : pour imposer Valentine (...), il fallait vraiment du génie ! ». Il remporte un triomphe, le public se rend régulièrement au Casino en 1925 pour n'écouter que cette chanson écrite et composée par Albert Willemetz et Henri Christiné. 
Maurice Chevalier réalise qu'avec Valentine, il est enfin devenu « la première vedette française » : « je suis éberlué de voir que malgré tant de handicaps physiques, rien ne semble pouvoir m'empêcher de grimper l'échelle de la popularité. ». Tout au long de sa carrière, il fera appel à de nombreuses reprises au parolier Albert Willemetz pour lui écrire des chansons à succès, telles Dédé ou Là-haut. Selon Maurice Chevalier, « une amitié presque instinctive facilita l'harmonie de nos relations privées et professionnelles ».
Il reprend Valentine dans le premier film qu'il tourne aux États-Unis en 1928, La Chanson de Paris, une comédie musicale de Richard Wallace avec Sylvia Beecher. Puis, il la réinterprète à nouveau dans les deux versions (l'une américaine, l'autre française) de Folies-Bergère de Roy Del Ruth et Marcel Achard en 1935,.
Afin de ne pas choquer le puritanisme américain, les paroles originales : 
« Elle avait des tout petits tétons

Que je tâtais à tâtons, Ton ton tontaine »
 sont modifiées pour devenir : 
« Elle avait un tout petit piton

Que je tâtais à tâtons, Ton ton tontaine »
. Maurice Chevalier portant l'index à son nez pour indiquer ce qu'est le piton.